# Stefan Boschmans
Stefan Boschmans is een Belgisch golfer.

## Levensloop
Boschmans werd in 1997 advocaat en specialiseerde zich in maritiem recht en handelsrecht. Hij bleef amateur golfer, werd bestuurslid van Rinkven en won de Jack du Vivier Trophy (Belgische Order of Merit) in 1999, 2000, 2001, 2002 en 2003. Hij speelde vier keer in het Belgisch Open  (1992, 1998, 1999 en 2000).
Hij was jarenlang de beste amateur van zijn land.

### Gewonnen
Onder meer: 
- 1999: Belgian Masters
- 2000: Omnium (beste amateur)
- 2001: Omnium (beste amateur)
- 2003: Belgian Masters, Kampioenschap van Vlaanderen
- 2004: Belgian Masters
- 2009: Amateur Open of Flanders, Kampioenschap van Vlaanderen
- 2024: Belgian International Senior Championship

### Teams
- Eisenhower Trophy: 2000, 2002